# John Adam Fleming Medal
Die John Adam Fleming Medal der American Geophysical Union (AGU) wird jährlich seit 1962 für Leistungen in Geophysik (Geomagnetismus, atmosphärische Elektrizität, Aeronomie, Weltraumphysik und verwandte Gebiete) verliehen.
Der Preisträger wird auf der Herbsttagung der Gesellschaft geehrt und in der Zeitschrift Eos und wird falls er bereits drei aufeinanderfolgende Jahre Mitglied der AGU war zu dessen Fellow ernannt.
Er ist zu Ehren von John Adam Fleming (1877–1956) benannt, einem amerikanischen Geophysiker, der die Abteilung für terrestrischen Magnetismus in der Carnegie Institution in Washington D.C. leitete und 1938 Mitglied der National Academy of Sciences wurde.

## Preisträger
- 1962 Lloyd Viel Berkner
- 1963 James Van Allen
- 1964 Edward Olson Hulburt
- 1965 Norman F. Ness
- 1966 Scott E. Forbush
- 1967 Ernest Harry Vestine
- 1968 Eugene N. Parker
- 1969 Allan V. Cox
- 1970 Joseph Kaplan
- 1971 Walter Elsasser
- 1972 William Ian Axford
- 1973 Victor Vacquier
- 1975 Carl E. McIlwain
- 1977 Francis S. Johnson
- 1979 Syun-Ichi Akasofu
- 1981 Thomas Michael Donahue
- 1983 S. Keith Runcorn
- 1985 William B. Hanson
- 1986 George Edward Backus
- 1987 David Bates
- 1988 Michael W. McElhinny
- 1989 Donald A. Gurnett
- 1990 Kenneth M. Creer
- 1991 James Dungey
- 1992 Stanislav I. Braginsky
- 1993 Alexander J. Dessler
- 1994 John Arthur Jacobs
- 1995 Alexander Dalgarno
- 1996 Neil D. Opdyke
- 1997 Jean-Louis LeMouel
- 1998 Donald M. Hunten
- 1999 Paul H. Roberts
- 2000 John T. Gosling
- 2001 Martin A. Uman
- 2002 Ronald T. Merrill
- 2003 Christopher T. Russell
- 2004 David Gubbins
- 2005 Margaret Kivelson
- 2006 Subir Banerjee
- 2007 Janet G. Luhmann
- 2008 Robert Ladislav Parker
- 2009 Bruce T. Tsurutani
- 2010 James L. Burch
- 2011 Alan Title
- 2012 Mike Fuller
- 2013 Spiro Antiochos
- 2014 Gary A. Glatzmaier
- 2015 Andrew F. Nagy
- 2016 Robert Coe
- 2017 Mary K. Hudson
- 2018 Forrest S. Mozer
- 2019 Michelle F. Thomsen
- 2020 Tamas Gombosi
- 2021 David Dunlop
- 2022 Dennis V. Kent
- 2023 Umran Inan
- 2024 Lisa Tauxe